# Walter Wink
Walter Wink   (Dallas, 21 de maig de 1935 - Berkshires, 10 de maig de 2012) va ser un erudit bíblic, teòleg i activista nord-americà que va ser una figura important del Cristianisme Progressista. Wink va passar gran part de la seva carrera ensenyant a l'Auburn Theological Seminary a la ciutat de Nova York. Va ser molt conegut per la seva defensa i treball relacionat amb la resistència no-violenta i els seus treballs fonamentals sobre "The Powers" (Els Poders): Naming the Powers (1984), Unmasking the Powers (1986), Engaging the Powers (1992), When the Powers Fall (1998) i The Powers that Be (1999), tots ells comentaris sobre l'ètica de la guerra espiritual de l'apòstol Pau. Trencant amb la tradició hermenèutica cristiana i interpreta la jerarquia de "governants" de Pau per referir-se als poders imperials, amb les teologies polítiques i ideologies de la violència d'estat. Donant exemples de l'antiga Babilònia a través dels mitjans de comunicació populars actuals, aquests estan recolzats per, en una frase que va encunyar "el mite de la violència redemptora".